# Biegi narciarskie na Mistrzostwach Świata w Narciarstwie Klasycznym 1939
Zawody w biegach narciarskich na XII Mistrzostwach Świata w Narciarstwie Klasycznym odbyły się w dniach 11–19 lutego 1939 w polskim mieście Zakopane. Rozgrywano tylko biegi mężczyzn.

## Terminarz
| Data           | Miejscowość | Konkurencja                                           | Złoto                                                                           | Srebro                                                                  | Brąz                                                                                  |
| -------------- | ----------- | ----------------------------------------------------- | ------------------------------------------------------------------------------- | ----------------------------------------------------------------------- | ------------------------------------------------------------------------------------- |
| 15 lutego 1939 | Zakopane    | Bieg indywidualny mężczyzn na 18 km stylem klasycznym | Jussi Kurikkala                                                                 | Klaes Karppinen                                                         | Carl Pahlin                                                                           |
| 17 lutego 1939 | Zakopane    | Bieg indywidualny mężczyzn na 50 km stylem klasycznym | Lars Bergendahl                                                                 | Klaes Karppinen                                                         | Oscar Gjøslien                                                                        |
| 19 lutego 1939 | Zakopane    | Bieg sztafetowy mężczyzn stylem klasycznym            | Finlandia · Pauli Pitkänen · Olavi Alakulppi · Eino Olkinuora · Klaes Karppinen | Szwecja · Alvar Hägglund · Selm Stenvall · John Westbergh · Carl Pahlin | Włochy · Aristide Compagnoni · Severino Compagnoni · Goffredo Baur · Alberto Jammaron |

## Wyniki zawodów

### 18 km techniką klasyczną
- Data 15 lutego 1939

| Medal | Zawodnik                | Państwo   | Wynik   |
| ----- | ----------------------- | --------- | ------- |
|       | Jussi Kurikkala         | Finlandia | 1:05:30 |
|       | Klaes Karppinen         | Finlandia | 1:06:05 |
|       | Carl Pahlin             | Szwecja   | 1:06:35 |
| 4     | Kalle Jalkanen          | Finlandia | 1:07:42 |
| 5     | Lars Bergendahl         | Norwegia  | 1:07:54 |
| 6     | Pekka Niemi             | Finlandia | 1:07:56 |
| 7     | Alfred Dahlqvist        | Szwecja   | 1:07:59 |
| 8     | Eino Olkinuora          | Finlandia | 1:08:04 |
| 9     | Toivo Tiainen           | Finlandia | 1:08:35 |
| 10    | Axel Danielsson         | Szwecja   | 1:08:53 |
| ...   |                         |           |         |
| 36    | Józef Matuszny          | Polska    | 1:13:40 |
| 38    | Edward Nowacki          | Polska    | 1:14:00 |
| 51    | Józef Zubek             | Polska    | 1:16:01 |
| 55    | Andrzej Marusarz        | Polska    | 1:16:15 |
| 59    | Mieczysław Wnuk         | Polska    | 1:16:54 |
| 62    | Stanisław Skupień       | Polska    | 1:17:43 |
| 63    | Marian Wojna Orlewicz   | Polska    | 1:17:54 |
| 68    | Józef Sikora            | Polska    | 1:18:44 |
| 69    | Franciszek Mardula      | Polska    | 1:18:52 |
| 70    | Michał Górski           | Polska    | 1:18:53 |
| 71    | Jan Dawidek             | Polska    | 1:18:53 |
| 72    | Edward Dziadoń          | Polska    | 1:19:29 |
| 73    | Teodor Kysiak           | Polska    | 1:19:57 |
| 74    | Stanisław Klocek        | Polska    | 1:20:12 |
| 75    | Jan Marek               | Polska    | 1:20:21 |
| 76    | Józef Bursa             | Polska    | 1:20:34 |
| 77    | Stanisław Chotarski     | Polska    | 1:20:38 |
| 79    | Władysław Berych        | Polska    | 1:21:03 |
| 80    | Anatol Grandfeld        | Polska    | 1:21:12 |
| 81    | Józef Jurzak            | Polska    | 1:21:19 |
| 83    | Stefan Idzikowski       | Polska    | 1:22:02 |
| 83    | Władysław Roj           | Polska    | 1:22:02 |
| 85    | Jan Bobowski            | Polska    | 1:22:25 |
| 86    | Jan Karpiel             | Polska    | 1:22:37 |
| 87    | Stefan Fafrowicz        | Polska    | 1:22:52 |
| 89    | Stanisław Marusarz      | Polska    | 1:23:15 |
| 91    | Tadeusz Wowkonowicz     | Polska    | 1:23:23 |
| 92    | Franciszek Fiedor       | Polska    | 1:23:57 |
| 93    | Franciszek Gut-Szczerba | Polska    | 1:24:27 |
| 94    | Teodor Dawidek          | Polska    | 1:24:38 |
| 95    | Stanisław Sowiński      | Polska    | 1:25:03 |
| 96    | Andrzej Teisseyre       | Polska    | 1:25:25 |
| 97    | Władysław Galica        | Polska    | 1:25:52 |
| 101   | Jan Marusarz            | Polska    | 1:27:40 |
| 102   | Kazimierz Karpiel       | Polska    | 1:27:51 |
| 103   | Władysław Zubek         | Polska    | 1:29:00 |
| 104   | Adam Becker-Giewont     | Polska    | 1:29:02 |
| 106   | Rudolf Płonka           | Polska    | 1:30:25 |

### 50 km techniką klasyczną
- Data 17 lutego 1939

| Medal | Zawodnik              | Państwo    | Wynik   |
| ----- | --------------------- | ---------- | ------- |
|       | Lars Bergendahl       | Norwegia   | 2:57:43 |
|       | Klaes Karppinen       | Finlandia  | 3:00:27 |
|       | Oscar Gjøslien        | Norwegia   | 3:05:42 |
| 4     | Pekka Vanninen        | Finlandia  | 3:05:56 |
| 5     | Pekka Niemi           | Finlandia  | 3:06:48 |
| 6     | Alvar Hägglund        | Szwecja    | 3:08:56 |
| 7     | Clarence Atterday     | Szwecja    | 3:11:55 |
| 8     | Herbert Nenzen        | Szwecja    | 3:12:17 |
| 9     | Franc Smolej          | Jugosławia | 3:16:06 |
| 10    | Kristian Lillegjelten | Norwegia   | 3:18:34 |
| 11    | Józef Zubek           | Polska     | 3:19:49 |
| ...   |                       |            |         |
| 22    | Stefan Fafrowicz      | Polska     | 3:25:18 |
| 24    | Franciszek Mardula    | Polska     | 3:28:55 |
| 28    | Teodor Kysiak         | Polska     | 3:31:46 |
| 32    | Wacław Doroba         | Polska     | 3:38:00 |
| 33    | Stefan Idzikowski     | Polska     | 3:38:29 |
| 35    | Jan Karpiel           | Polska     | 3:38:55 |
| 37    | Ludwik Gabryś         | Polska     | 3:41:24 |
| 38    | Władysław Zubek       | Polska     | 3:42:22 |
| 39    | Franciszek Fiedor     | Polska     | 3:45:17 |
| 40    | Władysław Berych      | Polska     | 3:50:06 |
| 41    | Józef Sikora          | Polska     | 3:51:10 |

### Sztafeta 4×10km
- Data 19 lutego 1939

| Medal | Zawodnik                                                               | Państwo    | Wynik   |
| ----- | ---------------------------------------------------------------------- | ---------- | ------- |
|       | Pauli Pitkänen Olavi Alakulppi Eino Olkinuora Klaes Karppinen          | Finlandia  | 2:08:35 |
|       | Alvar Hägglund Selm Stenvall John Westbergh Carl Pahlin                | Szwecja    | 2:09:43 |
|       | Aristide Compagnoni Severino Compagnoni Goffredo Baur Alberto Jammaron | Włochy     | 2:13:38 |
| 4     | Olav Odden Magnar Fosseide Erling Evensen Olaf Hoffsbakken             | Norwegia   | 2:13:55 |
| 5     | Adolf Freiburghaus Eric Soguel Viktor Borghi Adi Gamma                 | Szwajcaria | 2:15:43 |
| 6     | Georg Lochbihler Rudolf Woss Leonhard Bach Albert Burk                 | III Rzesza | 2:16:33 |
| 7     | Robert Gindre Léonce Crétin Arnaud Émile Fernand Mermoud               | Francja    | 2:18:04 |
| 8     | Stanisław Karpiel Marian Woyna Orlewicz Józef Matuszny Edward Nowacki  | Polska     | 2:19:42 |

## Klasyfikacja medalowa dla konkurencji biegowych MŚ
| #  | Reprezentacja | Złoto | Srebro | Brąz | Razem |
| -- | ------------- | ----- | ------ | ---- | ----- |
| 1. | Finlandia     | 2     | 2      | 0    | 4     |
| 2. | Norwegia      | 1     | 0      | 1    | 2     |
| 3. | Szwecja       | 0     | 1      | 1    | 2     |
| 4. | Włochy        | 0     | 0      | 1    | 1     |